# کووچن (استان لوبلین)
کووچن (به لهستانی:  Kołczyn) یک روستا در لهستان است که در گمینا روکیتنو واقع شده‌است.